# 鈴木瑠華
鈴木 瑠華（すずき るか、1995年2月24日 - ）は茨城県出身の元子役、元ファッションモデル。サンミュージックブレーンに所属していた。

## 略歴
2006年から「ニコ☆プチ」（新潮社）の専属モデルとして活動していたが、2008年ニコ☆プチ〔夏号〕で卒業した。
2011年から行われているサンミュージックが結成したアイドルユニットプロジェクトに2012年に新メンバーとして加入した。

## 出演

### 雑誌
- ニコ☆プチ（新潮社）

### スチール
- 家庭科用教材（光文書院、2007年）PRポスター
- マルチプロジェクションカメラYC-400（カシオ計算機、2007年）

### テレビ
- おはスタ（テレビ東京、2005年度後半）

ドラマ
- 水曜ミステリー9「捜査一課・見当たり班 鷹子の眼」（テレビ東京、2007年）千石すずめ役
- わたしたちの教科書（テレビ朝日、2007年）稲葉沙織役

### Web
ドラマ
- 探偵事務所5 セカンドシーズン （2006年）奈々役

### CM
- もぎもぎフルーツ（明治製菓、2005年）
- WALKMAN Fシリーズ「踊ろう。」篇（SONY、2012年）

### PV
- いきものがかり「1 2 3 〜恋がはじまる〜」（2013年6月5日）[1]